# Actinote mengeli
Actinote mengeli är en fjärilsart som beskrevs av Thomas Henry Potts 1944. Actinote mengeli ingår i släktet Actinote och familjen praktfjärilar. Inga underarter finns listade i Catalogue of Life.